# Epinephelus

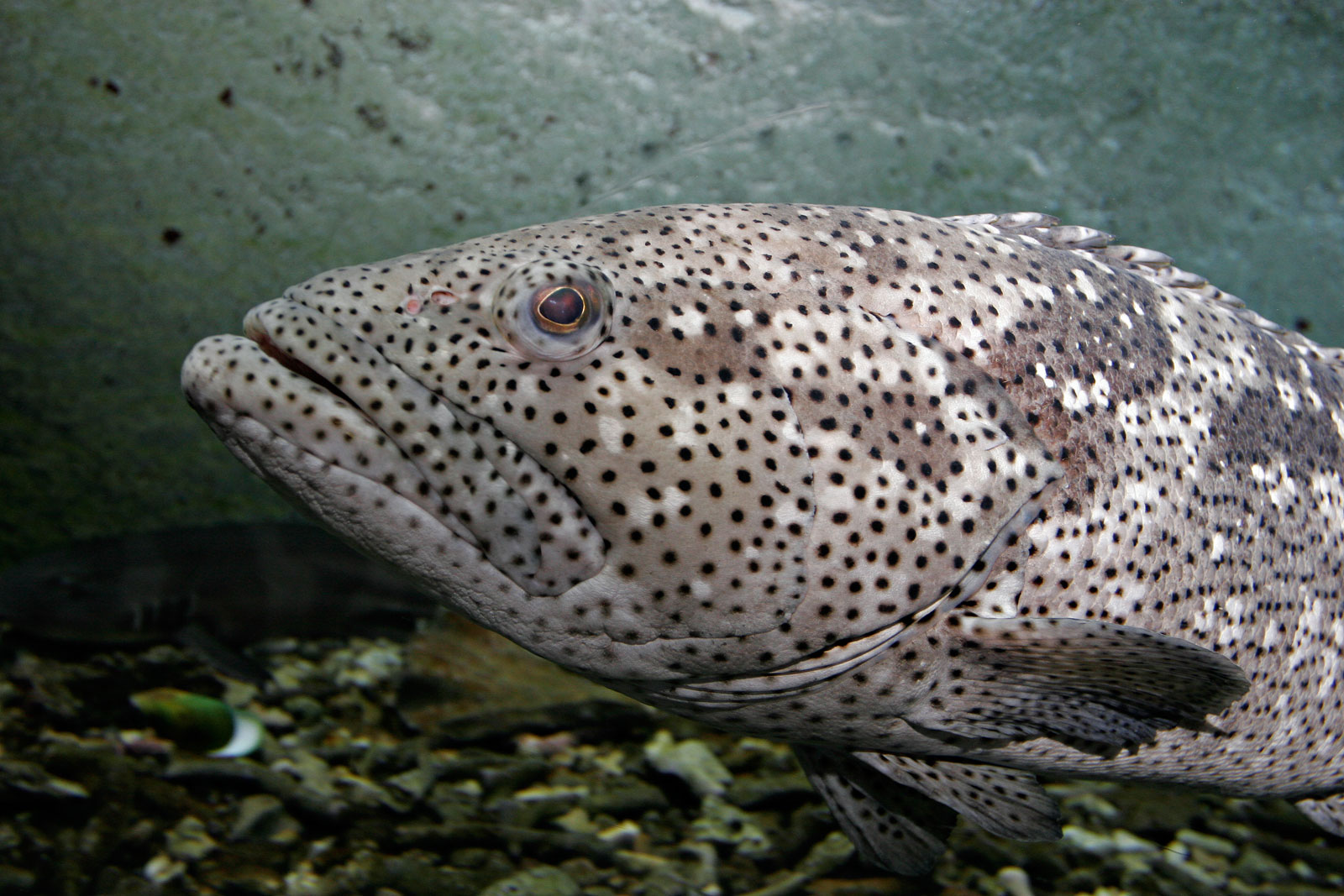
Epinephelus malabaricus

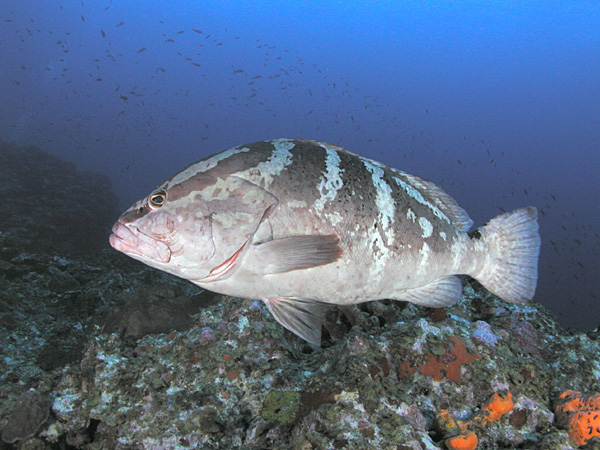
Epinephelus striatus

Epinephelus là một chi cá biển thuộc phân họ Epinephelinae nằm trong họ Cá mú. Chúng là các loài cá lớn sinh sống ngoài biển. Tên gọi chung của những loài trong chi này là cá mú hay cá song. Một vài chi khác trong họ Cá mú cũng mang tên gọi này, như Plectropomus.

## Các loài
Có tất cả 87 loài được liệt kê trong chi này:
- Epinephelus adscensionis (Osbeck, 1765)
- Epinephelus aeneus (Geoffroy Saint-Hilaire, 1817)
- Epinephelus akaara (Temminck & Schlegel, 1842): Cá mú chấm đỏ
- Epinephelus albomarginatus Boulenger, 1903
- Epinephelus amblycephalus (Bleeker, 1857): Cá mú chấm vạch[4]
- Epinephelus analogus Gill, 1863
- Epinephelus andersoni Boulenger, 1903
- Epinephelus areolatus (Forsskål, 1775): Cá mú bông, cá mú chấm hay cá song chấm[4]
- Epinephelus awoara (Temminck & Schlegel, 1842): Cá song gió hay cá mú vàng[4]
- Epinephelus bilobatus Randall & Allen, 1987
- Epinephelus bleekeri (Vaillant, 1878): Cá song dẹt, cá mú chấm đỏ[5] hay cá mú đuôi sẫm.
- Epinephelus bontoides (Bleeker, 1855)
- Epinephelus bruneus Bloch, 1793
- Epinephelus caninus (Valenciennes, 1843)
- Epinephelus chabaudi (Castelnau, 1861)
- Epinephelus chlorocephalus (Valenciennes, 1830)
- Epinephelus chlorostigma (Valenciennes, 1828): Cá mú/song chấm xanh/nâu
- Epinephelus cifuentesi Lavenberg & Grove, 1993
- Epinephelus clippertonensis Allen & Robertson, 1999
- Epinephelus coeruleopunctatus (Bloch, 1790): Cá song chấm trắng[5] hay cá mú đốm trắng
- Epinephelus coioides (Hamilton, 1822): Cá mú mè, cá mú chấm cam
- Epinephelus corallicola (Valenciennes, 1828)
- Epinephelus costae (Steindachner, 1878)
- Epinephelus cyanopodus (Richardson, 1846): Cá mú lam
- Epinephelus daemelii (Günther, 1876).
- Epinephelus diacanthus (Valenciennes, 1828)
- Epinephelus drummondhayi Goode & Bean, 1878
- Epinephelus epistictus (Temminck & Schlegel, 1842): Cá mú chấm đen, cá song chấm đen[6]
- Epinephelus erythrurus (Valenciennes, 1828)
- Epinephelus fasciatomaculosus (Peters, 1865)
- Epinephelus fasciatus (Forsskål, 1775): Cá song sọc ngang đen[5]
- Epinephelus faveatus (Valenciennes, 1828)
- Epinephelus flavocaeruleus (Lacépède, 1802)
- Epinephelus fuscoguttatus (Forsskål, 1775): Cá mú hoa nâu, cá mú cọp
- Epinephelus gabriellae Randall & Heemstra, 1991
- Epinephelus goreensis (Valenciennes, 1830)
- Epinephelus guttatus (Linnaeus, 1758)
- Epinephelus heniochus Fowler, 1904
- Epinephelus hexagonatus (Forster, 1801): cá mú chấm sáu cạnh
- Epinephelus howlandi (Günther, 1873)
- Epinephelus indistinctus Randall & Heemstra, 1991
- Epinephelus irroratus (Forster, 1801)
- Epinephelus itajara (Lichtenstein, 1822)
- Epinephelus kupangensis Tucker, Kurniasih & Craig, 2016
- Epinephelus labriformis (Jenyns, 1840)
- Epinephelus lanceolatus (Bloch, 1790): Cá mú nghệ
- Epinephelus latifasciatus (Temminck & Schlegel, 1842): Cá mú sọc dọc[7]
- Epinephelus lebretonianus (Hombron & Jacquinot, 1853)
- Epinephelus longispinis (Kner, 1864)
- Epinephelus macrospilos (Bleeker, 1855)
- Epinephelus maculatus (Bloch, 1790)
- Epinephelus magniscuttis Postel, Fourmanoir & Guézé, 1963
- Epinephelus malabaricus (Bloch & Schneider, 1801): Cá song điểm gai, cá mú điểm gai, cá mú đầu vị[7]
- Epinephelus marginatus (Lowe, 1834)
- Epinephelus melanostigma Schultz, 1953
- Epinephelus merra Bloch, 1793: Cá mú chấm tổ ong
- Epinephelus miliaris (Valenciennes, 1830)
- Epinephelus morio (Valenciennes, 1828)
- Epinephelus morrhua (Valenciennes, 1833)
- Epinephelus multinotatus (Peters, 1876)
- Epinephelus ongus (Bloch, 1790): Cá mú chấm trắng
- Epinephelus poecilonotus (Temminck & Schlegel, 1842): Cá mú chấm vạch
- Epinephelus polylepis Randall & Heemstra, 1991
- Epinephelus polyphekadion (Bleeker, 1849)
- Epinephelus polystigma (Bleeker, 1853)
- Epinephelus posteli Fourmanoir & Crosnier, 1964
- Epinephelus quinquefasciatus, (Lichtenstein, 1822)
- Epinephelus quoyanus (Valenciennes, 1830): Cá mú đá, cá song đá[7]
- Epinephelus radiatus (Day, 1868)
- Epinephelus retouti Bleeker, 1868
- Epinephelus rivulatus (Valenciennes, 1830)
- Epinephelus sexfasciatus (Valenciennes, 1828): Cá song sáu sọc, cá mú sáu sọc[7]
- Epinephelus socialis (Günther, 1873)
- Epinephelus spilotoceps Schultz, 1953
- Epinephelus stictus Randall & Allen, 1987
- Epinephelus stoliczkae (Day, 1875)
- Epinephelus striatus (Bloch, 1792)
- Epinephelus suborbitalis Amaoka & Randall, 1990
- Epinephelus summana (Forsskål, 1775): Cá mú mép đen[8]
- Epinephelus tauvina (Forsskål, 1775): Cá song mỡ hay cá mú mỡ[8]
- Epinephelus timorensis Randall & Allen, 1987
- Epinephelus trimaculatus (Valenciennes, 1828): Cá mú sao[5]
- Epinephelus trophis Randall & Allen, 1987
- Epinephelus tuamotuensis Fourmanoir, 1971
- Epinephelus tukula Morgans, 1959
- Epinephelus undulatostriatus (Peters, 1866)
- Epinephelus undulosus (Quoy & Gaimard, 1824)

## Tại Việt Nam
Các loài cá trong chi này được nuôi khá phổ biến tại Việt Nam. Ba loài cá đang được ưu tiên nuôi gồm có:
1. E. malabaricus (cá mú đen)
2. E. akaara (cá mú chấm đỏ)
3. E. fuscoguttatus (cá mú chấm hoa nâu)

Trong đó loài cá có giá trị kinh tế nhất là cá mú chấm đỏ vì thịt chắc và thơm ngon hơn 2 loài còn lại. Tuy nhiên thời gian nuôi để đạt được cùng trọng lượng mất gấp đôi so với cá mú đen và cá mú chấm hoa nâu. Ngoài ra việc sản xuất giống loài cá này cũng đang gặp nhiều khó khăn hơn hai loài còn lại.
Cá mú đen và cá mú chấm hoa nâu đang được nuôi phổ biến tại vùng duyên hải miền Trung và miền Nam Việt Nam. Giống hai loài cá này hiện nay chủ yếu được nhập khẩu từ các nước như Indonesia, Đài Loan, Trung Quốc, Thái Lan v.v. Ở Việt Nam tại Viện NCNTTS III (Nha Trang) cũng đang thử nghiệm sản xuất giống, tuy nhiên sản lượng giống sản xuất ra chưa đáp ứng được nhu cầu của người nuôi. Riêng cá mú chấm đỏ lại được ưa chuộng nuôi tại vùng biển phía Bắc (các tỉnh Quảng Ninh, Hải Phòng)
Cá mú có giá trị kinh tế rất cao. Giá thị trường hiện nay đối với loài cá mú đen và cá mú chấm hoa nâu là 200.000-300.000 đồng/kg đối với cá có kích cỡ từ 800 g - 1 kg. Cá mú chấm đỏ giá 400.000-500.000 đồng/kg.
Cá mú hiện nay chủ yếu được nuôi bè trên biển chỉ một số ít nuôi ao) nên phần lớn vấn giữ được tính chất "tự nhiên" của thịt hải sản rặng san hô.
Vùng nuôi cá mú hiện nay ở Việt Nam tập trung ở các vùng biển Quảng Ninh, Hải Phòng, Phú Yên, Khánh Hoà (Nha Trang, Vạn Giã, Cam Ranh), Bình Thuận (huyện đảo Phú Quý), Kiên Giang (huyện đảo Phú Quốc) vv...
Món cá mú dễ ăn và được yêu thích nhất là cá mú hấp. Ngoài ra còn có thể chế biến thành lẩu cá mú, chiên, sốt, cá mú ăn mù tạt (susimi) cũng rất hấp dẫn. Thịt cá mú chắc, ngọt và thơm ăn vào sẽ cảm nhận được hương vị của biển cả.